# حلمي الجزار
حلمي السيد عبد العزيز الجزار (2 أغسطس 1952م -) هو طبيب مصري، وقيادي بجماعة الإخوان المسلمين بمصر ونائب رئيس المكتب الإداري لجماعة الإخوان المسلمين بالجيزة سابقا، وعضو مجلس نقابة أطباء الجيزة. كان أحد قيادات الحركة الطلابية في سبعينيات القرن العشرين مع الأطباء عصام العريان وعبد المنعم أبو الفتوح وإبراهيم الزعفراني حيث كان أميراً للجماعة الإسلامية، عضو مجلس الشوري العام لجماعة الإخوان المسلمين (سابقا)، حوكم عسكرياً في عام 1995م إلا أن المحكمة العسكرية قد برّأته. كان أمينًا عامًّا لحزب «الحرية والعدالة» بالجيزة.
اعتقل آخر مرة عقب مظاهرات 30 يونيو في مصر في 2013، وأخلي سبيله بعد قضاء المدة القانونية للحجز الاحتياطي في أغسطس 2014 دون أن يمثل الجزار وهو عضو في مجلس شورى الإخوان، أمام أي محكمة مصرية حتى إطلاق سراحه، وانتقل إلى السودان ثم أرض الصومال، ثم بدأ بالتردد على تركيا.
كلفته الرابطة ( الكيان التنفيذي الذي يدير إخوان مصر بالخارج ) بإدارة الملف السياسي في نهاية عام 2019، ثم عينه نائب المرشد العام والقائم بعمله وقتها إبراهيم منير في اللجنة المعاونة له مع ستة آخرين في سبتمبر 2020، وفي بداية 2021 شكل مجلس الشورى العام للجماعة هيئة مرجعية للجماعة ضمت أعضاء اللجنة المعاونة وآخرين من أعضاء مجلس الشورى العام 21 عضو برئاسة إبراهيم منير وكان حلمي الجزار أحد أعضاءها، وذلك حتى تقدم ثلثي الأعضاء في الهيئة بمشروع قرار لإلغاء الهيئة إلى مجلس الشوري العام في أكتوبر 2021 وهي نفس الجلسة التي أعفى فيها المجلس نائب المرشد والقائم بعمله إبراهيم منير من مهامة، وقد قرر المجلس إلغاءها رسميا وأعلن عن ذلك على الموقع الرسمي للجماعة في 13 أكتوبر 2021.

## روابط خارجية
- النهضة الطلابية الإسلامية في حوار للموقع مع د. "حلمي الجزار"، إخوان أون لاين، 2 نوفمبر 2003